# جان هنری شوارز
 جان هنری شوارز (انگلیسی: John Henry Schwarz؛ زاده ۲۲ نوامبر ۱۹۴۱) یک دانشمند اهل ایالات متحده آمریکا است.